# プラスプラス
株式会社プラスプラスは、東京都中央区にあるタレントプロダクション。
主にラジオパーソナリティ、アナウンサー、ナレーターなどで活躍するタレントのマネジメント・養成・プロモーション・キャスティングを行っている。

## 主な契約タレント
※2024年現在

### 女性
- 杉枝真結
- 武藤千春
- 鬼頭由芽
- 佐藤千晶
- 三好ユウ
- 山田真以
- 今井友理恵
- 宇佐美友紀
- 上野智子
- 遠近由美子
- 野口菜菜
- 金子桃
- 藤本えみり
- 池山文
- RIBEKA
- 平井麗奈
- DJ HERI
- 花上裕香
- 五戸美樹
- 栄倉麻桍
- 大出佐智子
- トムセン陽子
- 井上尚子
- 関本なこ

### 男性
- 石川舜一郎
- Casey（ケイシー）
- ヨウ インヒョク
- 折原亘
- DJ TARO
- REI
- 丸山周
- 高森浩二
- MEGURU
- ユ川健介